# Ауэрбах-ин-дер-Оберпфальц
Ауэрбах-ин-дер-Оберпфальц (нем. Auerbach in der Oberpfalz) — город в Германии, в земле Бавария.
Подчинён административному округу Верхний Пфальц. Входит в состав района Амберг-Зульцбах. Население составляет 8854 человека (на 31 декабря 2010 года). Занимает площадь 70,33 км². Официальный код — 09 3 71 113.

## Население
По оценке на 31 декабря 2015 года население общины Ауэрбах-ин-дер-Оберпфальц составляет 8940 чел. 

| Дата      | 1840 | 1871 | 1900 | 1925 | 1939 | 1950 | 1961 | 1970 | 1987 | 2011 |
| --------- | ---- | ---- | ---- | ---- | ---- | ---- | ---- | ---- | ---- | ---- |
| Население | 4568 | 4327 | 4638 | 5832 | 6924 | 9670 | 9094 | 9491 | 8900 | 8847 |

| Год       | 1960 | 1970 | 1980 | 1990 | 2000 | 2009 | 2010 | 2011 | 2012 | 2013 | 2014 | 2015 |
| --------- | ---- | ---- | ---- | ---- | ---- | ---- | ---- | ---- | ---- | ---- | ---- | ---- |
| Население | 9068 | 9415 | 8915 | 9183 | 9280 | 8904 | 8854 | 8833 | 8861 | 8859 | 8813 | 8940 |

## Достопримечательности
- Монастырь Михельфельд